# エコラボbus

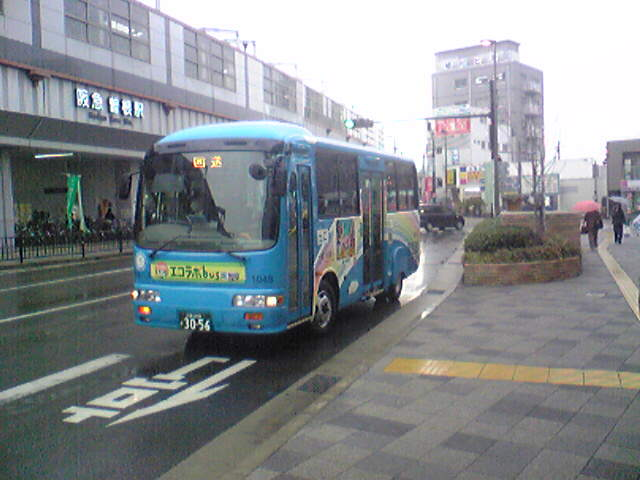
阪急曽根にて

エコラボbus（エコラボバス）は、大阪府豊中市内でかつて運行されていたコミュニティバス。
登記上の路線名は「利倉循環線」である（阪急バスの社内誌・2011年冬版より）。

## 概要
従来、阪急バス豊中営業所が運行していた「クリーンスポーツランド線」（96系統）を運行休止とし、2010年12月11日から2013年3月31日までの期間限定・実証試験運行という名目上、運行されている。運行業務は引き続き阪急バス豊中営業所が受託しており、豊中市および豊中市ESTモデル事業推進委員会が委託元である。
「エコラボ」という名前は、「エコ」（環境に優しく）と「コラボ」（皆様とともに協働）の合成名で、皆様とともにバスを育てていきたいという願いが込められている。
運行時間帯は6時（平日以外は7時）から19時台までで、おおむね60分間隔で運行している。
車両にはマイクロタイプの日野・リエッセが導入されており、車体には沿線にある幼稚園・小学校・中学校の児童が描いたイラストがあしらわれている。
2013年3月31日をもって実証運行が終了、以後はエコラボバス開始前のクリーンスポーツランド線に戻るが、同時にクリーンスポーツランドが休館となったため、路線名・停留所名は「クリーンランド線」「クリーンランド前」に変更となっている。

## 路線
「クリーンスポーツランド線」時代は曽根駅とクリーンスポーツランド前を結ぶ短区間・1種類の系統のみの運行だったが、運行範囲を拡大し、同線の経路上の原田中地区から南に向かい、住宅地が広がる利倉地区や上津島（こうづしま）地区を巡回する。
3つの路線系統があり、クリーンスポーツランド前を往路で経由する「1系統」、反対に復路で経由する「2系統」、往復ともに経由しない「3系統」に分けられる。
いずれの系統も、阪急曽根と猪名川公園前が起終点に設定されているが、それらをまたいで利用することもできる。
運行開始に当たり、12箇所ある停留所のうち、新設された5箇所には簡易型（小型）の標柱が設けられた。残る7箇所においても、既設の阪急バスの停留所施設をそのまま再利用している。
- 1系統：阪急曽根 → 原田中一丁目 → 原田中二丁目→クリーンスポーツランド前 → 原田中二丁目 → 利倉二丁目 → こうづしま幼稚園前 → 猪名川公園前 → こうづしま幼稚園前 → 利倉二丁目 → 原田中一丁目 → 阪急曽根
- 2系統：阪急曽根 → 原田中一丁目 → 利倉二丁目 → こうづしま幼稚園前 → 猪名川公園前 → こうづしま幼稚園前 → 利倉二丁目 → 原田中二丁目 → クリーンスポーツランド前 → 原田中二丁目 → 原田中一丁目 → 阪急曽根
- 3系統：阪急曽根 → 原田中一丁目 → 利倉二丁目 → こうづしま幼稚園前 → 猪名川公園前 → こうづしま幼稚園前 → 利倉二丁目 → 原田中一丁目 → 阪急曽根

## 備考
- 運賃は、一乗車につき大人210円・小児110円均一。阪急バス直轄の一般路線と同様に、ICカードのPiTaPaやICOCA、グランドパス65、学生定期スクールパスも利用できる。回数カードやスルッとKANSAIといった磁気カードは、同様に2012年9月30日をもって取り扱いを終了した。
- ダイヤは平日・土曜日・日曜日で分かれているが、祝日は必ずしも日曜日のダイヤではなく、元々の曜日に準じたダイヤでの運行となる。
- 大半の区間では豊中市内を走行するが、こうづしま幼稚園前 - 利倉西間では経路の都合で兵庫県尼崎市に越境している。また、クリーンスポーツランド前停留所は同伊丹市との市境（県境）付近にあるが、辛うじて豊中市域内に留まっている。
- 鉄道との乗り換えが可能なのは起点の阪急曽根のみ。ただし、利倉西停留所から1kmほど南には阪急神戸本線園田駅がある。
- その後、2021年3月31日までクリーンランド線として運行を継続していたが、4月1日より運行区間を東西に延伸し、緑地公園駅 - 阪急曽根駅 - クリーンランド前 - イオンモール伊丹（JR伊丹駅東口）の豊中東西線（95系統）に再編された[3]。